# Diosaccus monardi
Diosaccus monardi är en kräftdjursart som beskrevs av Sewell 1946. Diosaccus monardi ingår i släktet Diosaccus och familjen Diosaccidae. Inga underarter finns listade i Catalogue of Life.